# Quadrille (pièce de théâtre)
Pour les articles homonymes, voir Quadrille.
Quadrille est une pièce de théâtre de Sacha Guitry, représentée pour la première fois le 21 septembre 1937 au théâtre municipal d'Orléans, puis à partir du 24 septembre de la même année, au théâtre de la Madeleine.

## Argument
Dans le salon d'un grand hôtel parisien, deux journalistes se rencontrent.  Le premier, Philippe de Morannes, est le rédacteur en chef d'un important quotidien.  La deuxième, Claudine André, est une pigiste dont la réputation grandit. Tous les deux sont là pour faire une entrevue avec Carl Hérickson, séduisant acteur hollywoodien de passage à Paris.
Philippe est l'amant en titre de Paulette Nanteuil, une jeune actrice avec laquelle Claudine est très amie.  Au cours de la discussion avec Hérickson, Philippe découvre que l'Américain a croisé Paulette et qu'il est tombé sous son charme.  Le même soir, Hérickson assiste à la représentation d'un spectacle dont Paulette est la vedette. Ce qui n'arrange pas les choses pour Philippe.

## Contexte
Au moment d'écrire Quadrille, Guitry a déjà une centaine de textes dramatiques à son actif.  La pièce aura 173 représentations, succès qui incite l'auteur à la porter à l'écran.  
La pièce est toujours à l'affiche lorsque Guitry en réalise l'adaptation cinématographique, avec les mêmes interprètes.  Le tournage débute le 30 novembre et est assez rapide, comme souvent avec Guitry.  Le film sort à Paris le 25 janvier 1938, alors que la pièce n'a pas encore quitté l'affiche du théâtre de la Madeleine.

## Théâtre de la Madeleine, 1937
Distribution :
- Philippe de Morannes : Sacha Guitry
- Paulette Nanteuil : Gaby Morlay
- Claudine André : Jacqueline Delubac
- Carl Hérickson : Georges Grey
- Une femme de ménage : Pauline Carton
- Un médecin : Georges Lemaire
- Un maître d'hôtel : Julien Rivière
- Un chasseur : G. Douville

## Adaptations au cinéma
- Quadrille (1938), film de Sacha Guitry
- Quadrille (1997), film de Valérie Lemercier